# Liste der Bischöfe von Dubrovnik
Die folgenden Personen waren Bischöfe oder Erzbischöfe von Ragusa, bzw. Bischöfe von Dubrovnik:

## Bischöfe von Ragusa
- N.N. (erwähnt 341)
- Fabricianus (erwähnt um 530)
- Paolo (erwähnt um 532)
- Florenzius (? – 593)
- N.N. (? – 604)
- Johannes I. (ca. 630 – ca. 661)
- Andreas I. (erwähnt um 721/741)
- Johannes II. (ca. 940 – 970)
- Niceforo I. (ca. 971 – ?)
- Niceforo II. (1010 – ?)
- Vitale I. (1022 – 1047)
- Tribunius (1057 – 1063)
- Vitale (1063/1064 – 20. März 1074)
- Pietro (1075 – 1115)
- Domenico (ca. 1115 – ca. 1121)

## Erzbischöfe von Ragusa
- Geraldo (1121 – ?)
- Andreas II. (ca. 1142 – ca. 1153)
- Tribunio Micheli (1153 – ca. 1188)
- Bernard (1189–1203) (um 1194 vertrieben, ab 1200 auch Bischof von Carlisle)
- Salvio I. (ca. 1191 – ?)
- Gausono (1194 – 1197)
- Leonard (1206 – ca. 1217)
- Arrengerio (1222 – 1236)
- Johannes III. (1238 – 1252)
- Giacomo I., OFM (ca. 1253 – 1254)
- Johannes IV. (ca. 1256 – ca. 1257)
- 1258–1268 Aleardo OFM (dann Erzbischof von Oristano)
- 1269–1276 Andrea Gausoni
- 1276–1278 Salvio 
  - 1278 Marco da Venezia, OFM (Elekt)
- 1281–1296 Bonaventura da Parma, OFM
- ca. 1293 Giacomo II.
- 1312–1317 Bartolomäus (dann Erzbischof von Trani)
- 1317 Benedikt
- 1317–13? Pietro de Martinis, OP
- 1322–1323 Lorenzo Feretrano, OFM
- 1324–13? Tommaso
- 1341–1360 Elia de Saracha
- 1361–1370 Ugo de Scuria, OFM (auch Bischof von Ostuni)
- 1370–13? Pietro Calice, OP
- 1385–1387 Maffioli Lampugnano
- 1388–1393 Andrea da Durazzo, OP
- 1393–1402 Niccolò De Hortis (danach Erzbischof von Manfredonia)
- 1402–1408 Niccolò Sacchi, OP
- 1408–1414 Giovanni Dominici OP, selig
- 1409–1440 Antonio da Rieti, OFM
- 1440–1460 Bongiovanni da Recanati
- 1460–14? Francesco Petri, OSM
  - 1465–1467 Antonio degli Agli (Elekt) (auch Bischof von Fiesole)
- 1467–1470 Timoteo Maffei, CRSA (dann Erzbischof von Mailand)
- 1470–1490 Giovanni Venier
- 1490–1505 Giovanni Sacco (dann Bischof von Ancona und Umana)
- 1505–1510 Giuliano Maffei (Matteis), OFM
- 1510–1520 Rinaldo Graziani (Gratianis), OFM
- 1521–1543 Filippo Trivulzio
- 1544–1545 Panfilo Strassoldo
- 1545–1553 Giovanni Angelo de’Medici (danach Bischof von Cassano all’Jonio, später Papst Pius IV.)
- 1553–1555 Sebastiano Portico (danach Bischof von Foligno)
- 1555–1564 Lodovico Beccatelli (Beccadelli) († 1572)
- 1564–1575 Crisostomo Calvino, OSB
- 1575–1579 Vincenzo Portico
- 1579–1583 Girolamo Matteucci (danach Bischof von Sarno ?)
- 1583–1588 Raffaele Bonelli
- 1588–1591 Paolo Alberi
- 1591–1602 Aurelio Novarini OFMConv (danach Bischof von San Marco (Argentano))
- 1602–1616 Fabio Tempestivo
- 1616–1628 Vincenzo Lanteri CO (danach Bischof von Veroli)
- 1628–1633 Tommaso Cellesi
- 1634–1639 Antonio Severoli
- 1640–1647 Bernardino Larizza
- 1647–1650 Pompeo Mignucci OSIo.Hier. (danach Bischof von Acquapendente)
- 1650–1664 Francesco Perotti
- 1665–1689 Pietro de Torres (danach Bischof von Potenza)
- 1689–1693 Giovanni Vincenzo Lucchesini, OSM (danach Bischof von Assisi)
- 1693–1699 Placido Stoppa, CR (danach Bischof von Venosa)
- 1701–1708 Tommaso Antonio Scotti
- 1708–1713 Andrea Roberti (danach Bischof von Policastro)
- 1714–1729 Giovanni Battista Conventati, CO
- 1722–1727 Raimondo Gallani
- 1727–1728 Felip Iturbide OCarm
- 1728–1751 Anđelo Franchi
- 1752–1756 Hijacint Marija Milković
- 1757–1766 Arhanđel Lupi
- 1767–1777 Nikola Pugliesi
- 1777–1792 Grugur Lazzari, OSB
- 1792–1799 Ludovik Spagnoletti, OFM
- 1800–1815 Nikola Bani

## Bischöfe von Dubrovnik
- 1830–1842 Antun Giuriceo
- 1843–1855 Toma Jedrlinić
- 1856–1870 Vincenco Zubranić
- 1872–1881 Ivan Zaffron
- 1882–1893 Mato Vodopić
- 1894–1928 Josip Marčelić
- 1929–1940 Josip Marija Carević
- 1950–1966 Pavao Butorac
- 1967–1989 Severin Pernek
- 1989–2010 Želimir Puljić (danach Erzbischof von Zadar)
- 2011–2020 Mate Uzinić (dann Koadjutorerzbischof von Rijeka)
- seit 2021 Roko Glasnović